# Jharlang
Jharlang (nep. झार्लाङ) – gaun wikas samiti w środkowej części Nepalu w strefie Bagmati w dystrykcie Dhading. Według nepalskiego spisu powszechnego z 2001 roku liczył on 715 gospodarstw domowych i 4346 mieszkańców (2194 kobiet i 2152 mężczyzn).